# Чумаченко, Юрий Николаевич
Юрий Николаевич Чумаченко (25 июля 1939, Москва) — советский и российский железнодорожник, машинист электровоза депо Москва-Сортировочная Московской железной дороги, Герой Социалистического Труда (14 июня 1982), почётный железнодорожник России.

## Биография
Юрий Чумаченко родился 25 июля 1939 года в московском районе Сокол, в семье кузнеца седьмого разряда и золотошвейки. Ещё в детские годы мать, словно предчувствуя будущее сына, вышила ему Звезду Героя. Детство прошло в доме у станции Серебряный Бор Малого кольца МЖД. Наблюдая за движением паровозов, Чумаченко познакомился с железной дорогой. 
Окончил Железнодорожное училище №3 по специальности слесарь-электрик по ремонту подвижного состава. Поступил на работу в депо Москва-Сортировочная, однако до достижения 18-летнего возраста в кабину машинистов тогда не допускали. Сразу после совершеннолетия, 26 июля 1957 года Чумаченко отправился в первый рейс в должности кочегара паровоза, за смену кочегар перебрасывал 20 тонн угля. Через полтора года работы кочегаром, в 1959 году, когда на Сортировку поступили первые два электровоза, Чумаченко был переведён в слесари. Резкая смена вида тяги привела к тому, что многие опытные машинисты паровоза, отлично владевшие паровым управлением, не сразу могли разобраться и устранить причину поломки и остановки электровоза. Однажды на станции Москва-Казанская Чумаченко смог обнаружить и ликвидировать неисправность в электрической цепи электровоза, которым управлял машинист Виктор Лион — известный тем, что в 1945 году вёл в Берлин литерный поезд со Сталиным, направлявшимся на Потсдамскую конференцию. В депо Москва-Сортировочная Чумаченко лично познакомился с тремя участниками самого первого в СССР субботника 1919 года — Я. М. Кондратьевым, В. М. Сидельниковым и Ф. И. Павловым, записал их воспоминания об историческом событии.
В 1959—1962 годах Чумаченко служил срочную на Северном флоте. После обучения в радиотехническом отряде, где получил навык улавливать звук неприятельской подводной лодки, Чумаченко на тральщике с боевыми вахтами побывал на острове Кильдин, Новой Земле, Земле Франца-Иосифа; местом базирования был город Полярный. 11 января 1962 года Чумаченко был непосредственным свидетелем взрыва снарядов на советской подводной лодке Б-37, что повлекло человеческие жертвы. На флоте Юрий увлёкся литературным трудом, его документальные репортажи с боевого траления, рассказы «Переход через два моря» и «У кромки льда» были опубликованы в военной газете «На страже Заполярья». 
В 1980-е годы на Московской железной дороге в связи с резким ростом грузопотоков усиленно разрабатывались и внедрялись новая технология и способы вождения тяжеловесных и длинносоставных поездов. Первый грузовой поезд со сверхтяжёлым весом 10-тыс. тонн провели машинисты Виктор Соколов (в головном локомотиве) и Дмитрий Богданов (в хвостовом локомотиве). Второй поезд от станции Рыбное до Москвы провёл Чумаченко. За участие в разработке и реализации технологии вождения поездов-тяжёловесов 14 июня 1982 года Юрию Чумаченко присвоено звание Героя Социалистического Труда с вручением ордена Ленина. Зарплата машиниста-героя, по воспоминаниям Чумаченко, в 1980-е годы была примерно равна зарплате министра путей сообщения СССР.  
Ю. Н. Чумаченко занимается общественной деятельностью. Был членом бюро Перовского райкома КПСС, участником пленумов ЦК ВЛКСМ, Московского горкома комсомола, других комсомольских форумов, состоит в Центральном совете ветеранов войны и труда ОАО «РЖД». Ведёт рубрику «Клуб машинистов» в газете «Московский железнодорожник».

## Награды
За многолетний добросовестный и эффективный труд на железной дороге Юрий Чумаченко награждён орденами «Знак Почёта» и Октябрьской Революции, медалью «За доблестный труд», «В ознаменование 100-летия со дня рождения В.И. Ленина», золотой медалью ВДНХ, двумя наручными часами от министра путей сообщения СССР, а также часами от Генерального секретаря ЦК КПСС М. С. Горбачёва (в честь 50-летия стахановского движения). В 2007 году президент России Владимир Путин вручил Юрию Чумаченко медаль «За развитие железных дорог». Почётный железнодорожник СССР и РФ.

## Семья
Юрий Чумаченко вдовец, женат вторым браком, его нынешнюю супругу зовут Ольга Петровна, она экономист.
От брака с медиком Алиной Ивановной у Чумаченко две дочери — Лилия и Оксана. Двое внуков — Вера (от неё правнучка Олеся) и Николай.